# 香南市消防本部
香南市消防本部（こうなんししょうぼうほんぶ）は、高知県香南市の消防部局（消防本部）。

## 管内の概要
- 管内の人口 - 33,338人

2019年（令和元年）7月31日現在
- 管内の世帯数 - 14,992世帯

2019年（令和元年）7月31日現在
- 管内の面積 - 126.46 km2

2018年（平成30年）10月1日現在

## 沿革
- 1969年（昭和44年）4月1日 - 香我美町、赤岡町、野市町、夜須町、吉川村の4町1村で構成する香南消防組合消防本部が発足する。
- 2006年（平成18年）
  - 2月28日 - 香我美町、赤岡町、野市町、夜須町、吉川村の合併に伴い、香南消防組合が解散する。
  - 3月1日 - 香南市の発足に伴い、香南市消防本部が発足する。

## 組織
消防職員の数は2019年（平成31年）3月31日現在、44人である。
- 消防長
  - 消防次長
    - 総務課 
      - 総務係
      - 消防団係

    - 予防課 
      - 予防係
      - 危険物係

    - 警防課
      - 消防1係
      - 消防2係
      - 警防1係
      - 警防2係

    - 香南市消防署
      - 第1消防隊
      - 第2消防隊
      - 第1救急隊
      - 第2救急隊